# Алинівка (Черняхівський район)
Алинівка (Аліновка, рос. Алиновка, пол. Alinówka) — колишня чеська колонія у Кутузівській (Горошківській) волості Житомирського повіту Волинської губернії та Славівській сільській раді Володарського й Черняхівського районів Коростенської й Волинської округ, Київської та Житомирської областей.

## Населення
Кількість населення: 1899 р. — 19 дворів та 99 мешканців, 1906 р. — 27 дворів та 153 мешканці, 1911 р. — 28 дворів та 147 мешканців, 1923 р. — 26 дворів та 178 мешканців, 1924 р. — 30 дворів та 179 мешканців (переважно чеської національності), 1927 р. — 35 дворів та 185 мешканців.

## Історія
Заснована у 1893 році. Розташовувалася за пів кілометра південніше с. Славів.
В кінці 19 століття — колонія Горошківської волості Житомирського повіту, за 29 верст від Житомира.
В 1906 році — колонія Горошківської волості 1-го стану Житомирського повіту. Відстань до повітового та губернського центру, м. Житомира, складала 26 верст, до волосної управи в містечку Горошки — 16 верст. Поштове відділення — Горошки.
У 1923 році увійшла до складу новоствореної Славівської сільської ради, котра, від 7 березня 1923 року, стала частиною новоствореного Кутузівського (згодом — Володарський) району Коростенської округи. Відстань до районного центру, міст. Кутузове, становила 18 верст, до центру сільської ради, с. Славів — 3 версти. 28 вересня 1925 року колонія, в складі сільської ради, передана до Черняхівського району Волинської округи.
Знята з обліку населених пунктів у 1939 році.

## Господарство
Основне заняття колоністів — рільництво, важливою галуззю котрого було хмелярство. У 1905 році господарства в Алинівці мали 400 кіп хмелю.
У 1917 році розмір рільничих площ складав 279,5 десятин землі.